# Wayne Johnston

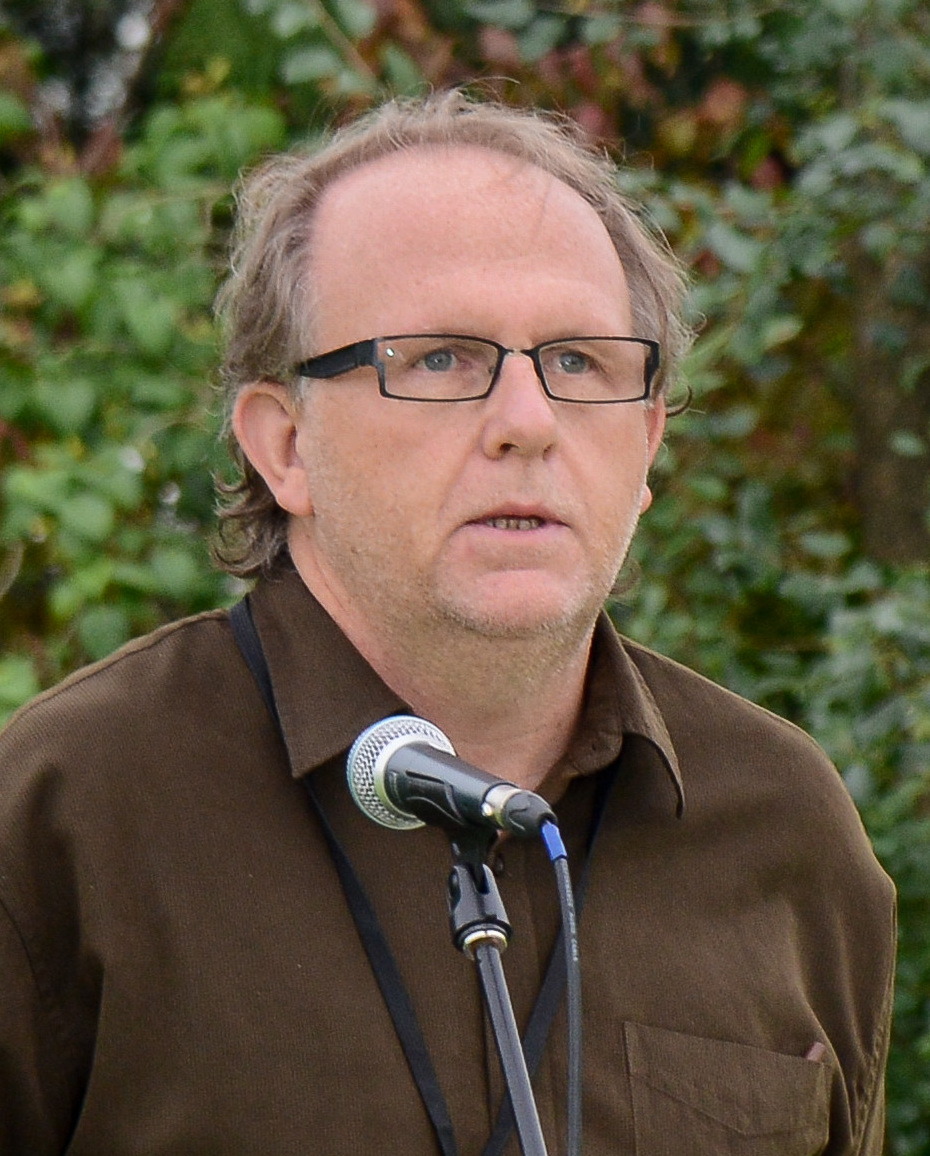
Wayne Johnston

Wayne Johnston (* 1958 in St. John’s auf Neufundland) ist ein kanadischer Schriftsteller.

## Leben
Johnston wuchs in Goulds, südwestlich von seinem Geburtsort, auf und wurde katholisch erzogen. Mit achtzehn Jahren besuchte er die Hochschule in St. John’s. Er studierte an der Memorial University of Newfoundland und machte dort 1978 seinen Abschluss als Bachelor of Arts (B.A.) in Englischer Literatur. Darauf war er drei Jahre als Zeitungsreporter bei den St. John's Daily News tätig. 1981 zog Johnston nach Ottawa und widmete sich ganz dem Schreiben. 1983 absolvierte er die University of New Brunswick mit dem Magister artium (M.A.).
Sein Roman Die göttlichen Ryans wurde 1991 preisgekrönt. Den großen Durchbruch schaffte Johnston mit seinem Roman Die Kolonie der unerfüllten Träume. Darin schildert er das Leben des neufundländischen Politikers Joey Smallwood, des ersten Premiers der kanadischen Provinz Neufundland und Labrador. Bereits im Alter von vierzehn Jahren hat Johnston eine Biographie über den legendären Politiker gelesen.
Seit 1989 lebt Johnston in Toronto (Provinz Ontario). 2002 war er Writer-in-Residence an der Hollins University in Virginia. Von 2004 bis 2009 war er dort Distinguished Chair in Creative Writing.

## Selbstzeugnis
In dem Buch Das Land meiner Väter erzählt Johnston aus seiner Familiengeschichte. Danach sind seine Vorfahren Kleinbauern, die aus Irland auswanderten und in Neufundland Fischer wurden. Auch ein geachteter Hufschmied – der Großvater Charlie Johnston († 14. Januar 1949) – gehört in die Ahnenreihe. Johnstons Romane handeln meist in Neufundland und gehen auf die Geschichte der Insel ein.
Johnston, der 1980 bis 1992 meist in Toronto lebte, sagt über sich und seine Heimaterinnerungen, er könne nicht über Neufundland schreiben, während er dort lebe. Vielmehr sei gehöriger Abstand von der Insel geradezu erforderlich für Heimweh nach Neufundland und somit denkbar bester Schreibantrieb.

## Journalistische Arbeiten
In einem wohl satirisch gemeinten, jedoch nicht als Satire gekennzeichneten Essay über die Zusammenarbeit mit seinen Übersetzern, erschienen im Walrus Magazine, beschreibt Johnston zwar durchaus witzig, aber etwas kolportagehaft-billig diverse haarsträubende Erfahrungen mit seinen deutschen, holländischen und japanischen Übersetzern. Vor allem die überzeichnete Darstellung des deutschen Teams speist sich in hohem Maße aus Deutschland-Klischees und dürfte mit seinen tatsächlichen Übersetzerkontakten nur wenig zu tun haben, obwohl er den Eindruck erweckt, es handele sich um eine Schilderung der Wirklichkeit.

## Veröffentlichungen
- 1985 The Story of Bobby O'Malley
- 1987 The Time of Their Lives
- 1990 The Divine Ryans.
  - Übers. Christa Prummer-Lehmair, Robert A. Weiß: Die göttlichen Ryans.
- 1994 Human Amusements
- 1998 The Colony of Unrequited Dreams
  - Übers. Barbara Steckhan, Maria Zybak, Robert A. Weiß: Die Kolonie der unerfüllten Träume, 2001
- 1999 Baltimore's Mansion. A Memoir.
  - Übers. Gerlinde Schermer-Rauwolf, Robert A. Weiß: Das Land meiner Väter, 2003
- 2002 The Navigator of New York, ISBN 0-09-944489-5
- 2006 The Custodian of Paradise